# Rio Purari
O rio Purari é um rio do sudeste da Nova Guiné, que nasce nas terras altas da Cordilheira Bismarck, no centro-sul da Papua-Nova Guiné. 
Tem cerca de 470 km de extensão, sendo o  terceiro mais longo do país, e está inteiramente na província de Gulf. Entre os seus afluentes estão os rios Erave, Kaugel, e Tua. O rio passa nas localidades de Gurimatu e Wabo.